# OchDownloader
OchDownloader son las iniciales de One Click Hoster Downloader y traducido como Descargador de Servidores de Un Clic, es un gestor de descargas creado en Argentina y disponible para las plataformas GNU/Linux , Mac OS  y Microsoft Windows , programado  en Python e interfaz gráfica inicialmente en GTK, pero por problemas con este su desarrollador cambio la interfaz gráfica a QT.

## Características
- De código abierto, pudiendo obtenerse su código fuente desde github.
- Multilingual.
- Descarga con solo copiar el enlace de descarga, similar a Mipony
- No requiere .NET Framework o Java.
- Disponible para GNU/Linux, Mac OS, MS Windows.
- Descargas con múltiples conexiones, hasta cuarenta si el servidor lo permite.
- Descargas automáticas.
- Descargas de vídeos de Youtube.[1]
- Descompresión automática de archivos.
- Notificación de actualizaciones.
- Minimizado a icono en la barra de tareas.